# قانون اساسی هلند
قانون اساسی هلند (انگلیسی: Constitution of the Netherlands) عالی‌ترین قانون و در کنار قانون بنیادی سرزمین‌های اروپایی پادشاهی هلند، یکی از دو سند رسمی پادشاهی هلند است. قانون اساسی کنونی هلند نشات گرفته از قانون ۱۸۱۵ است که در آن نظام کشور پادشاهی مشروطه در نظر گرفته شده‌است. در اصلاح قانون در سال ۱۸۴۸ سیستم دموکراسی نیابتی وارد قانون اساسی شد. در ۱۹۸۳ به‌طور تقریبی تمام قانون بازنویسی شد و حقوق اجتماعی بیشتری برای مردم در نظر گرفته شد.